# Pusztafentős
Pusztafentős falu Romániában, Máramaros megyében.

## Fekvése
Máramaros megyében, Nagysomkúttól északra fekvő település.

## Története
Pusztafentős nevét az oklevelek a XVI. században említik először. 1555-ig a kővári uradalomhoz tartozott, s a Drágfiak voltak birtokosai. Később a Kővárvidék része lett, és koronabirtokok közé tartozott.
A XII. század végén a Teleki család kapta meg, s az övék volt egészen a XV. század közepéig. A 20. század elején nagyobb birtokosa nem volt.
Pusztafentős a trianoni békeszerződés előtt Szatmár vármegye Nagysomkúti járásához tartozott.

## Nevezetességek
- Görögkatolikus, utóbb ortodox fatemploma 1816-ban épült.